# Supergrupp
Supergrupp kallas en musikgrupp vars medlemmar sedan tidigare är berömda som soloartister, eller som medlemmar i någon berömd grupp. Den psykedeliska rockgruppen Cream, som bildades 1966 och bestod av Eric Clapton, Jack Bruce  och Ginger Baker, brukar betraktas som en av de första grupperna som benämndes som "supergrupp".

## Kända supergrupper
- Abba (Agnetha Fältskog, Björn Ulvaeus, Benny Andersson, Anni-Frid Lyngstad)
- Band Aid
- Blind Faith (Steve Winwood, Eric Clapton, Rich Grech, Ginger Baker)
- Chickenfoot (Joe Satriani, Chad Smith, Michael Anthony, Sammy Hagar)
- Crosby, Stills, Nash & Young (David Crosby, Stephen Stills, Graham Nash, Neil Young)
- Down (Phil Anselmo, Rex Brown, Pepper Keenan, Kirk Windstein, Jimmy Bower)
- Emerson, Lake & Palmer
- Fantômas (Mike Patton, Buzz Osborne, Trevor Dunn, Dave Lombardo)
- GES (Anders Glenmark, Orup, Niklas Strömstedt)
- Grymlings (Pugh Rogefeldt, Mikael Rickfors, Göran Lagerberg, Magnus Lindberg)
- Hanson, Carson och Malmkvist (Ann-Louise Hanson, Towa Carson, Siw Malmkvist)
- Kikki, Bettan & Lotta (Kikki Danielsson, Elisabeth Andreassen, Lotta Engberg)[1]
- Krymplings (Mart Hällgren, Ulke, Stefan Enger, Per Granberg, Curt Sandgren)
- Liquid Tension Experiment (Mike Portnoy, John Petrucci, Jordan Rudess, Tony Levin)
- Little Village (Nick Lowe, John Hiatt, Jim Keltner, Ry Cooder)
- Mad Season
- Ravaillacz (Tommy Körberg, Claes Malmberg, Johan Rabaeus, Mats Ronander)
- Ringo Starr & His All-Starr Band
- Roxette (Per Gessle/Marie Fredriksson)
- Sonic Mist
- Supertrion (Christer Sjögren, Sven-Erik Magnusson, Sten Nilsson)
- Swedish House Mafia (Axwell, Sebastian Ingrosso, Steve Angello)
- The Damned Things (Keith Buckley, Scott Ian, Joe Trohman, Rob Caggiano, Andy Hurley, Josh Newton)
- The Highwaymen (Willie Nelson, Johnny Cash, Kris Kristofferson, Waylon Jennings)
- The Highwomen (Brandi Carlile, Natalie Hemby, Maren Morris, Amanda Shires)
- The Plastic Ono Band (John Lennon, Yoko Ono, Eric Clapton, Klaus Voormann, Alan White)
- Them Crooked Vultures
- Traveling Wilburys (Roy Orbison, Tom Petty, George Harrison, Bob Dylan, Jeff Lynne)
- USA for Africa
- Velvet Revolver (Slash, Duff McKagan, Matt Sorum, Scott Weiland, Dave Kushner)
- Wu-Tang Clan (Method Man, RZA, GZA, Raekwon, Ghostface Killah, Inspectah Deck, Ol' Dirty Bastard, U-God, Masta Killa, Ali Stretch)

### Fotnoter
1. ↑  ”Nya supertrion”. Aftonbladet. 1 november 20101. http://www.aftonbladet.se/nojesbladet/musik/article10240325.ab. Läst 13 september 2014.